# Familie-orde van de Kroon van Indra van Pahang
De "KeBawah Duli Yang Maha Mulia Sultan dan Yang di-Pertuan Negara Pahang Dar ul-Makmur" oftewel "Koning en Prins van Pahang" Paduka Sri Baginda Sultan Haji Ahmad Shah al-Musta'in Billah ibni al-Marhum Sultan Sir Abu Bakar Riayat ud-din al-Mu'azzam Shah, stichtte vier ridderorden.
De tweede van deze ridderorden is de "Meest Geachte Familie-orde van Pahang" die in het Maleis "Darjah Kerabat Sri Indra Mahkota Pahang Yang Amat di-Hormati" genoemd wordt. De orde werd op 25 mei 1967 ingesteld door Sultan Paduka Sri Baginda Sultan Sir Abu Bakar Riayat ud-din al-Mu'azzam Shah ibni al-Marhum Sultan Sir 'Abdu'llah al-Muhtasim Billah Shah. Hij werd in 1930 geboren en regeerde sinds 7 mei 1974.
De orde heeft twee graden;
- Eerste Klasse

De leden of "Darjah Kerabat Peringkat Pertama" dragen een gouden keten met daaraan de vijfpuntige ster van de orde.Op de linkerborst dragen zij de ster van de orde.Zij mogen de letters DK I achter hun naam dragen.
- Tweede Klasse

De leden of "Darjah Kerabat Peringkat Kedua" dragen een grootlint met daaraan de vijfpuntige ster van de orde.Op de linkerborst dragen zij de ster van de orde.Zij mogen de letters DK II achter hun naam dragen.
Men zou van een Huisorde kunnen spreken maar de onderscheiding wordt behalve aan de koningsfamilie en andere vorstelijke personen ook aan hoge dienaren van de staat toegekend.
De keten bestaat uit zestien zware witgeëmailleerde schakels met daarop gekruiste gouden krissen.
Het kleinood dat aan deze keten of aan het goudgele lint met witte bies gedragen kan worden is van goud met vijf roodgeëmailleerde armen.De ster is rood en heeft tien punten.